# USS Cisco (SS-290)
USS Cisco (SS-290) là một  tàu ngầm lớp Balao từng phục vụ cùng Hải quân Hoa Kỳ trong Chiến tranh Thế giới thứ hai. Nó là chiếc tàu chiến duy nhất của Hải quân Hoa Kỳ được đặt cái tên này, theo tên các loài trong chi Cá hồi trắng tại vùng Ngũ Đại Hồ. Nó đã phục vụ trong Thế Chiến II, và ngay trong chuyến tuần tra đầu tiên đã bị máy bay và pháo hạm Nhật Bản đánh chìm tại vùng biển phía Tây Mindanao vào ngày 28 tháng 9, 1943.

## Thiết kế và chế tạo
Thiết kế của lớp Balao được cải tiến dựa trên  tàu ngầm lớp Gato dẫn trước, là một kiểu tàu ngầm hạm đội có tốc độ trên mặt nước cao, tầm hoạt động xa và vũ khí mạnh để tháp tùng hạm đội chiến trận. Khác biệt chính so với lớp Gato là ở cấu trúc lườn chịu áp lực bên trong dày hơn, và sử dụng thép có độ đàn hồi cao (HTS: High-Tensile Steel), cho phép lặn sâu hơn đến 400 ft (120 m). Con tàu dài 311 ft 9 in (95,02 m) và có trọng lượng choán nước 1.526 tấn Anh (1.550 t) khi nổi và 2.424 tấn Anh (2.463 t) khi lặn. Chúng trang bị động cơ diesel dẫn động máy phát điện để cung cấp điện năng cho bốn động cơ điện, đạt được công suất 5.400 shp (4.000 kW) khi nổi và 2.740 shp (2.040 kW) khi lặn, cho phép đạt tốc độ tối đa 20,25 hải lý trên giờ (37,50 km/h) và 8,75 hải lý trên giờ (16,21 km/h) tương ứng. Tầm xa hoạt động là 11.000 hải lý (20.000 km) khi đi trên mặt nước ở tốc độ 10 hải lý trên giờ (19 km/h) và có thể hoạt động kéo dài đến 75 ngày.
Tương tự như lớp Gato dẫn trước, lớp Balao được trang bị mười ống phóng ngư lôi 21 in (530 mm), gồm sáu ống trước mũi và bốn ống phía phía đuôi tàu, chúng mang theo tối đa 24 quả ngư lôi. Vũ khí trên boong tàu gồm một hải pháo 4 inch/50 caliber, một khẩu pháo phòng không Bofors 40 mm nòng đơn và một khẩu đội Oerlikon 20 mm nòng đôi, kèm theo hai súng máy .50 caliber. Trên tháp chỉ huy, ngoài hai kính tiềm vọng, nó còn trang bị ăn-ten radar SD phòng không và SJ dò tìm mặt biển. Tiện nghi cho thủy thủ đoàn bao gồm điều hòa không khí, thực phẩm trữ lạnh, máy lọc nước, máy giặt và giường ngủ cho hầu hết mọi người, giúp họ chịu đựng cái nóng nhiệt đới tại Thái Bình Dương cùng những chuyến tuần tra kéo dài đến hai tháng rưỡi.
Cisco được đặt lườn tại Xưởng hải quân Portsmouth ở Kittery, Maine vào ngày 29 tháng 10, 1942. Nó được hạ thủy vào ngày 24 tháng 12, 1942, được đỡ đầu bởi bà A. C. Bennett, và được cho nhập biên chế cùng Hải quân Hoa Kỳ vào ngày 10 tháng 5, 1943 dưới quyền chỉ huy của Hạm trưởng, Thiếu tá Hải quân James Wiggins Coe.

## Lịch sử hoạt động
Sau khi hoàn tất việc chạy thử máy huấn luyện tại các vùng biển ngoài khơi New London, Connecticut và Newport, Rhode Island, Cisco chuẩn bị để được điều động sang khu vực Mặt trận Thái Bình Dương. Nó khởi hành từ Căn cứ Tàu ngầm Hải quân New London, băng qua kênh đào Panama vào ngày 7 tháng 8, 1943, trình diện để phục vụ cùng Hạm đội Thái Bình Dương, và đi đến Brisbane, Australia vào ngày 1 tháng 9. Con tàu hoạt động tuần tra tại chỗ cho đến ngày 18 tháng 9, khi nó đi đến Darwin rồi lên đường vào ngày 20 tháng 9 cho chuyến tuần tra đầu tiên, cũng là chuyến duy nhất của Cisco.
Cisco mất liên lạc sau khi rời Darwin. Căn cứ theo tài liệu thu được từ Hải quân Đế quốc Nhật Bản sau chiến tranh, máy bay tuần tra Nhật Bản đã phát hiện một tàu ngầm bị rò rỉ vệt dầu vào ngày 28 tháng 9 về phía Tây Mindanao, Philippines, tại một khu vực mà chỉ có Cisco hoạt động. Nó bị tấn công bằng bom và mìn sâu từ những máy bay ném bom-ngư lôi Type 97 "Kate" thuộc Liên đội Không lực Hải quân 954 và pháo hạm Karatsu (nguyên là pháo hạm Hoa Kỳ Luzon (PG-47) bị Nhật Bản chiếm). Do đó có thể Cisco bị mất bởi cuộc tấn công vào ngày 28 tháng 9, 1943 với tổn thất nhân mạng toàn bộ.

## Phần thưởng
Nguồn: Navsource Naval History
|  |  |  |

| Dãi băng Hoạt động Tác chiến | Huân chương Chiến dịch Hoa Kỳ | Huân chương Chiến thắng Thế Chiến II |